# Famille Journu
La famille Journu est une famille subsistante de la noblesse française. Elle compte parmi ses membres de nombreux négociants et armateurs bordelais.

## Les origines
La famille Journu, originaire de Villefranche-sur-Saône, s'installe dans la ville de Lyon, puis dans celle de Bordeaux au début du XVIIIe siècle. Elle se lance alors dans le négoce et dans l'armement de navires vers les Indes et les Antilles, et obtient rapidement une place distinguée dans la bourgeoisie bordelaise. Elle est à l'origine de cinq expéditions de traite négrière entre 1787 et 1792.
Bernard Journu-Auber est créé comte de Tustal en 1808.

## Personnalités

### Claude Journu (1680-1742)

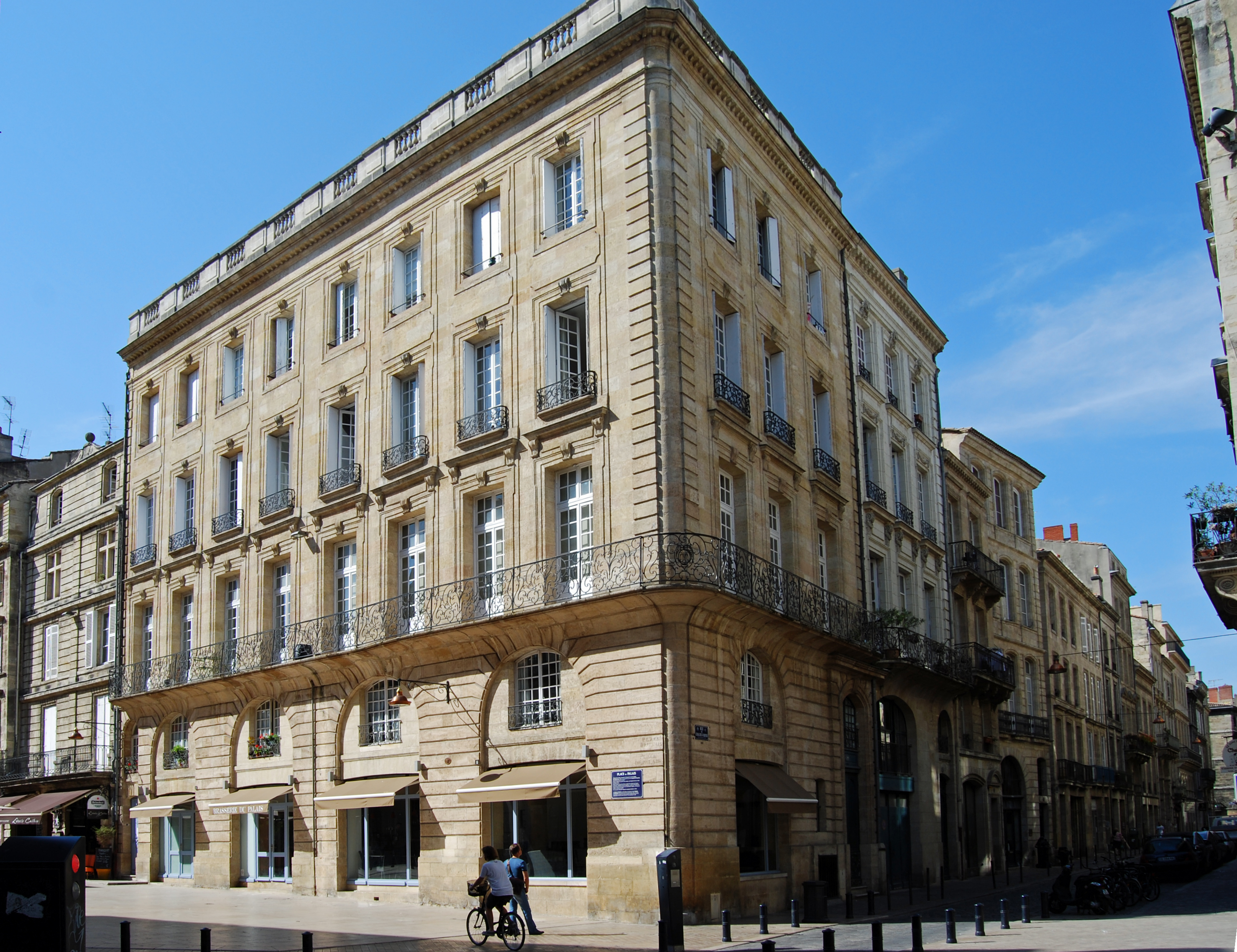
Hôtel Claude Journu, place du Palais.

Né à Lyon, Claude Journu est marchand droguiste (épicerie) au début du XVIIIe siècle. Il se diversifie ensuite dans le commerce de l’indigo et du sucre venus des plantations coloniales. Son comptoir est d'abord situé 73 rue de La Rousselle, au cœur du quartier qui fait vivre le marché bordelais des produits coloniaux. Il s’insère encore plus dans le système de production et d’échanges caribéen quand il devient raffineur de sucre, avec sa propre usine sucrière en 1730.
Il aura un très grand nombre d'enfants. Les registres d'État civil en mentionnent 18. Parmi eux, ses fils Bonaventure, Bernard et Jean-Baptiste, reprendront son négoce. Ce dernier s’installe à la colonie de Saint-Domingue comme représentant de la maison Journu, dans les années 1770.

### Bonaventure Journu (1717-1781)

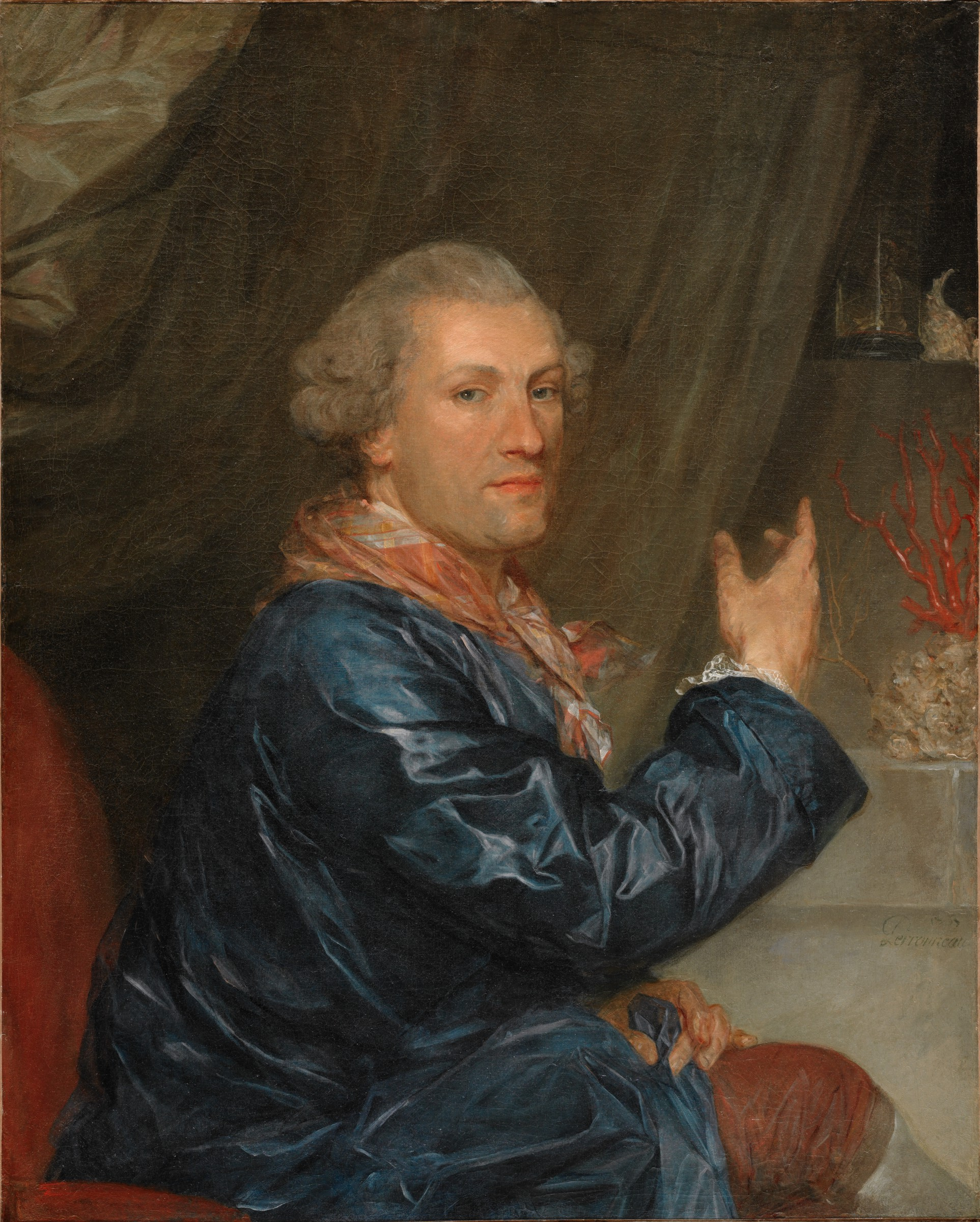
Bonaventure Journu en 1767, par Jean-Baptiste Perronneau

Fils de Claude Journu, Bonaventure Journu est un richissime négociant et armateur. Il est consul en 1762, et juge en 1776, à la Bourse de Bordeaux.

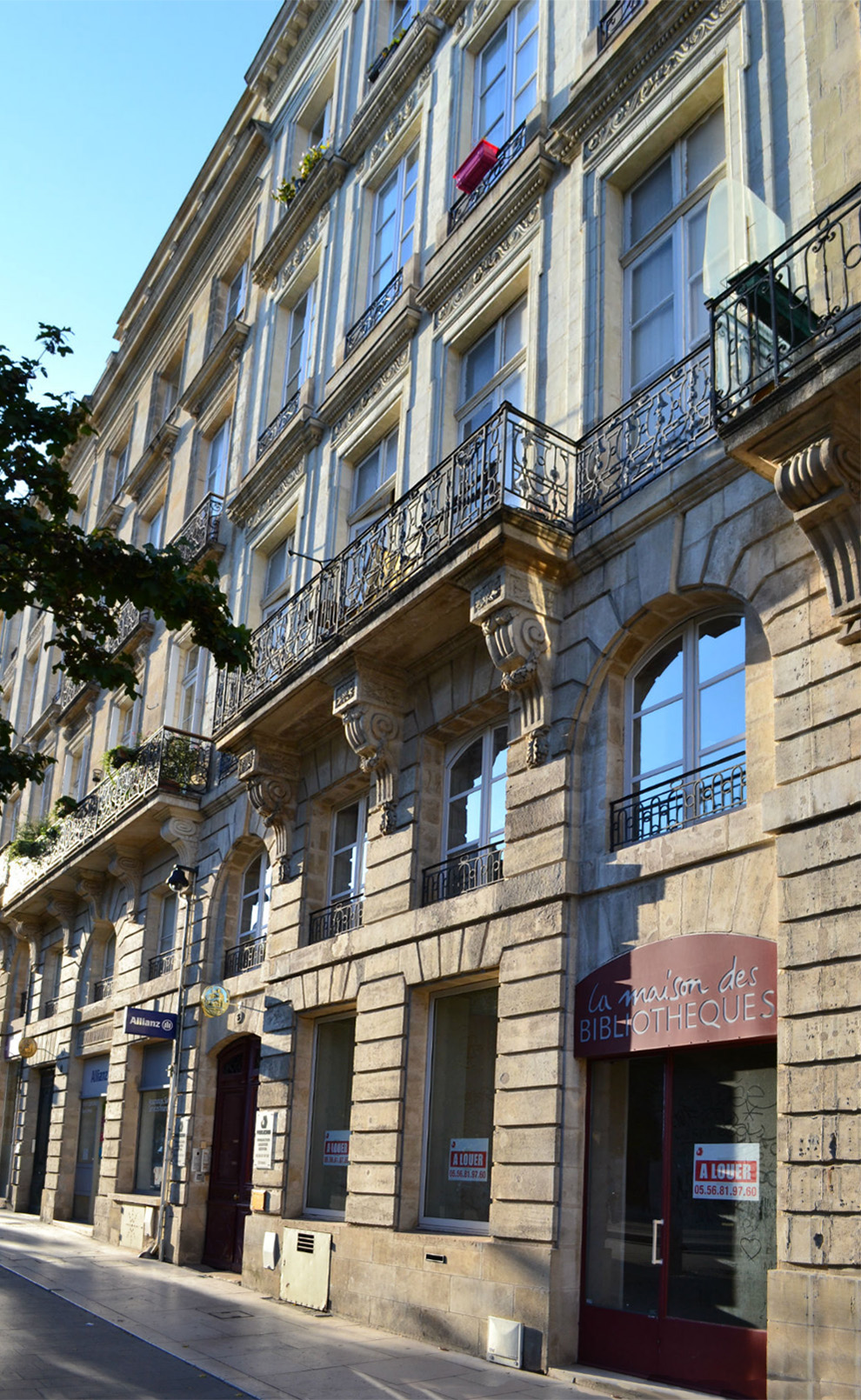
Hôtel Bonaventure Journu, cours du Chapeau Rouge.

Il épouse une « fille de la famille de gros négociants Fonfrède, ce qui ouvre la voie à une coopération étroite entre les deux sociétés familiales. Ils essaiment dans plusieurs ports qui participent au grand commerce de produits coloniaux avec tout un réseau de commissionnaires représentant la maison : Marseille, Nantes, Amsterdam, Le Cap français à Haïti (Cap-Haïtien) ».
Il fait construire par les architectes Durand, en 1782, un hôtel particulier sis Fossés du Chapeau-Rouge (aujourd'hui 3 cours du Chapeau Rouge), doté d’une riche collection de peintures. 
Bonaventure et son frère Jean-Baptiste font partie des plus grands négociants de la ville et figurent être les deux plus imposés à la capitation à Bordeaux en 1777.
Sa fortune est telle qu'Oudot de Dainville la décrit en ces termes : « Le vent qui poussait ses navires sur la mer des Indes ou vers les Antilles semblait abattre les pluies d’or sur sa demeure ».
Il s'ennoblit en achetant une charge de conseiller-secrétaire du roi « en la chancellerie près le parlement de Dijon ».

### Olivier Journu (1724-1764)
Fils de Claude Journu, il est négociant.

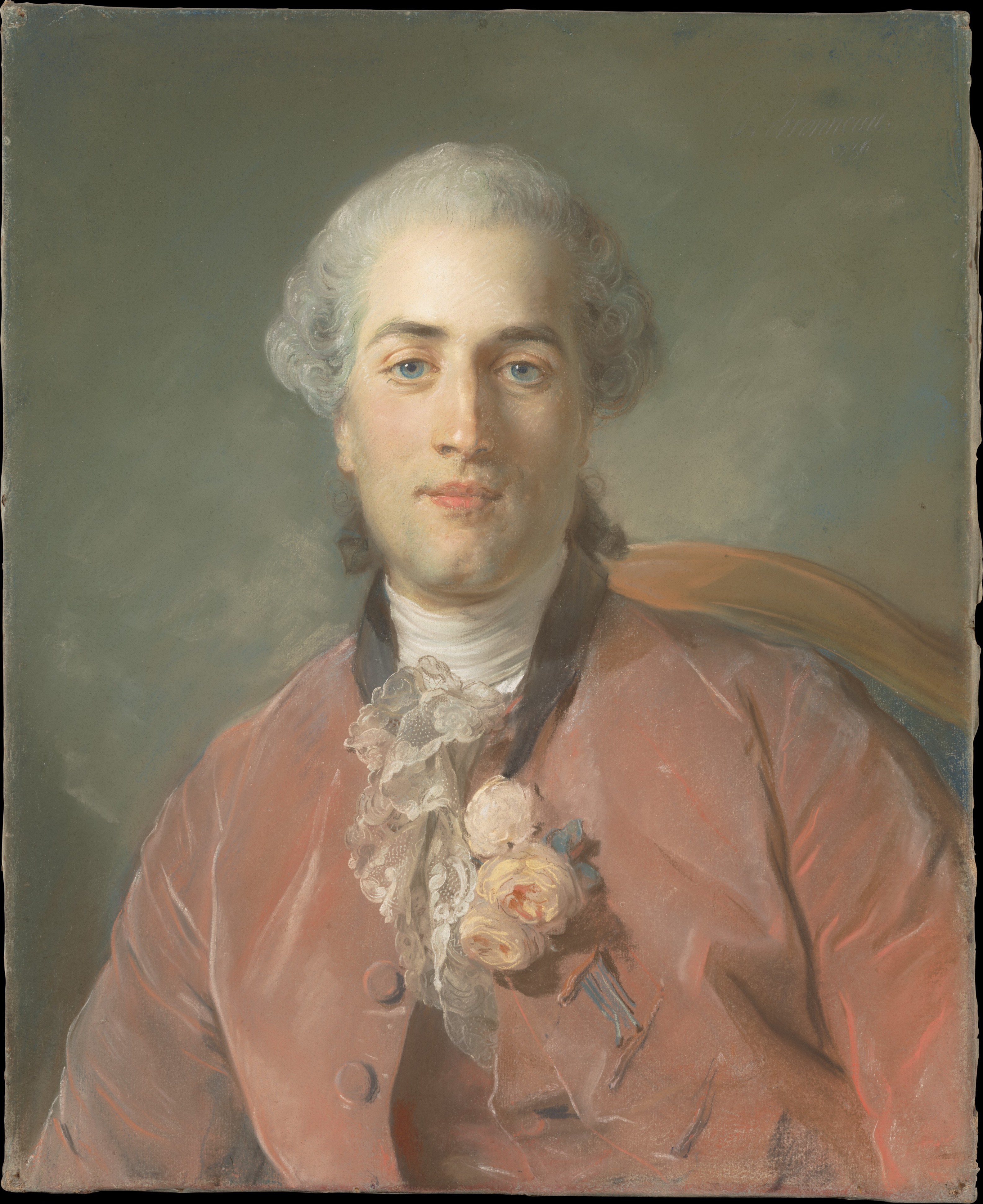
Olivier Journu en 1756, par Jean-Baptiste Perronneau.

### Jacques Journu, dit Abbé Journu-Dumoncey (1733-1791)
Fils de Claude Journu, chanoine de Saint-Dié et vicaire général de Louis-Joseph de Montmorency-Laval à l’évêché de Metz.

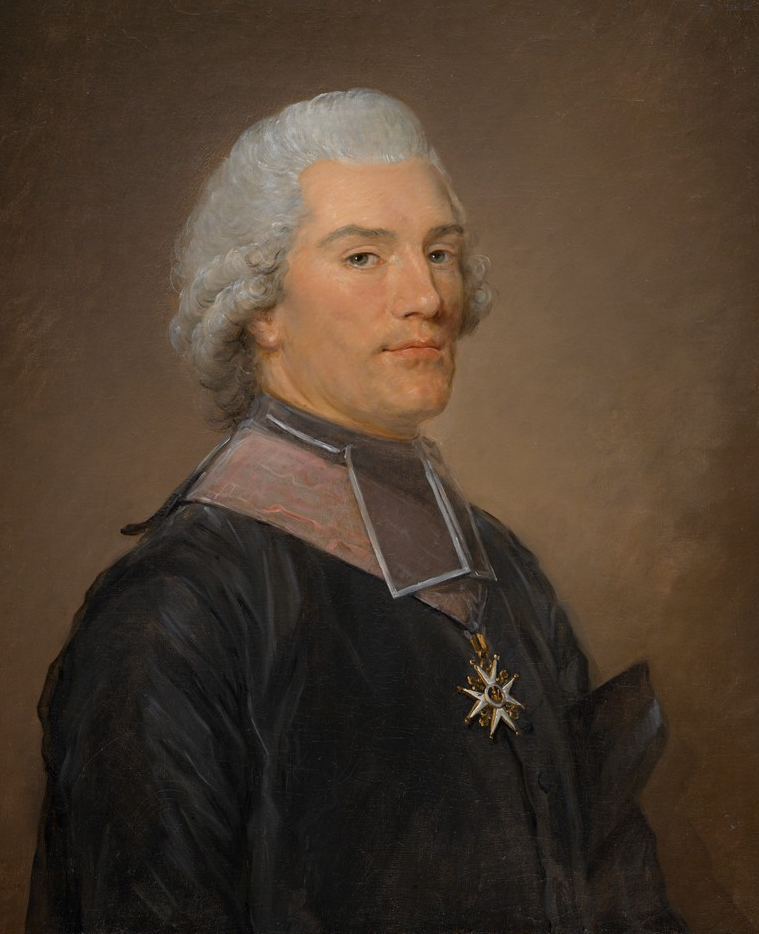
Jacques Journu en 1769, par Jean-Baptiste Perronneau

### Bernard (II) Journu-Auber (1745-1815)

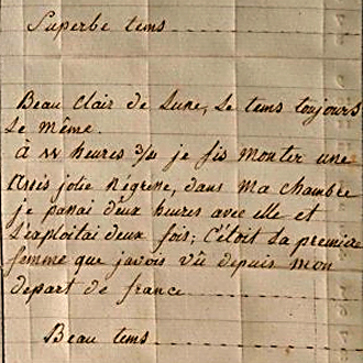
Extrait du livre de bord du navire Le Patriote, capitaine Paul-Alexandre Brizard, expédition de 1788, au profit de Journu Frères.

Fils du richissime Bonaventure Journu, Bernard Journu-Auber est un savant, magistrat et armateur négrier. Il est aussi député de la Gironde, sénateur, membre du Sénat conservateur, président du Tribunal de commerce puis de la Chambre de commerce, conseiller général, comte de Tustal, pair de France et censeur de la Banque de France. Il acheta l'ex-baronnie de Calamiac aujourd'hui le château de Tustal à Sadirac (Gironde). Il est associé à la traite des Noirs en ayant participé au négoce familial conduit par son père Bonaventure Journu par le biais de la société Journu Frères qui organise cinq expéditions de traite négrière entre 1787 et 1792.
Le 8 février 1775, Bernard épouse Geneviève-Monique Auber, riche créole de Port-de-Paix, à Saint-Domingue. Ce mariage apporte au couple 1,4 million de livres, une dot de 290 000 livres et fait de lui un planteur.
Pendant la Révolution il siège parmi les Feuillants, de tendance monarchiste constitutionnelle. Bien qu'armateur négrier et esclavagiste, et membre du Comité Massiac (opposé à l'abolition), il serait favorable en 1791, pour accorder l'égalité des droits aux gens de couleur libres nés de parents libres.
Il lègue à la ville les riches collections d’histoire naturelle acquises par son père Bonaventure Journu. Celles-ci constituent le premier fonds du Museum d’histoire naturelle de Bordeaux. En 1864, il obtient son nom de rue en raison de sa position notabiliaire mais au début des années 2000, cet honneur est contesté en raison de son implication dans la traite négrière.

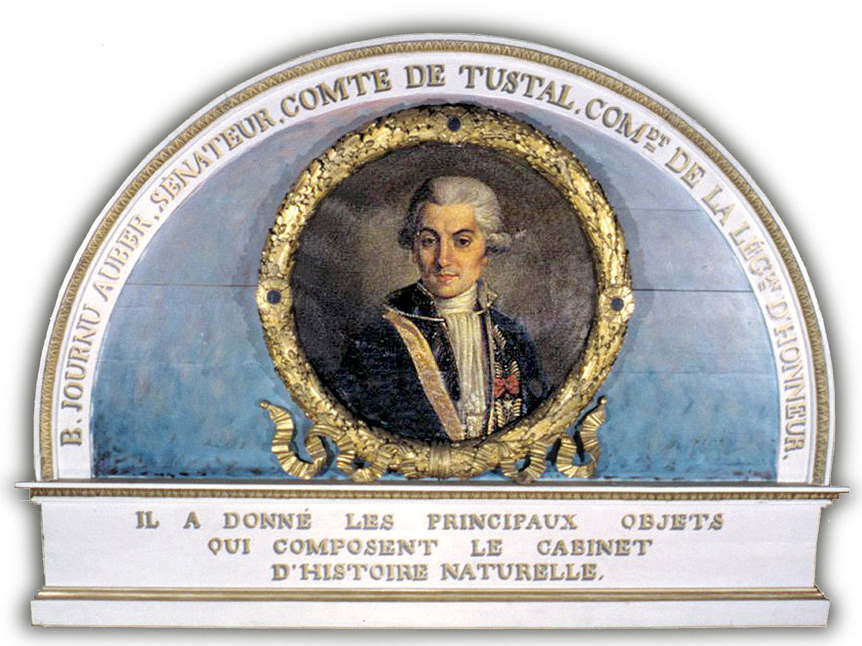
Bernard Journu-Auber.

### Antoine-Auguste Journu (1753-1794)
Second fils de Bonaventure Journu, Antoine-Auguste est négociant et armateur négrier. Il devient également consul de la Bourse. En 1785, il achète la baronnie de Saint-Magne dans les Landes girondines.
Il est guillotiné en 1794, accusé entre autres d'avoir « taxé de fanatisme l'amour des nègres pour la liberté », et pour avoir critiqué les assignats en cours d’inflation et de dépréciation.

### Bernard Auguste Journu (1789-1854)
Fils d'Antoine-Auguste Journu, il est négociant en vins. Il devient député monarchiste de la Gironde.

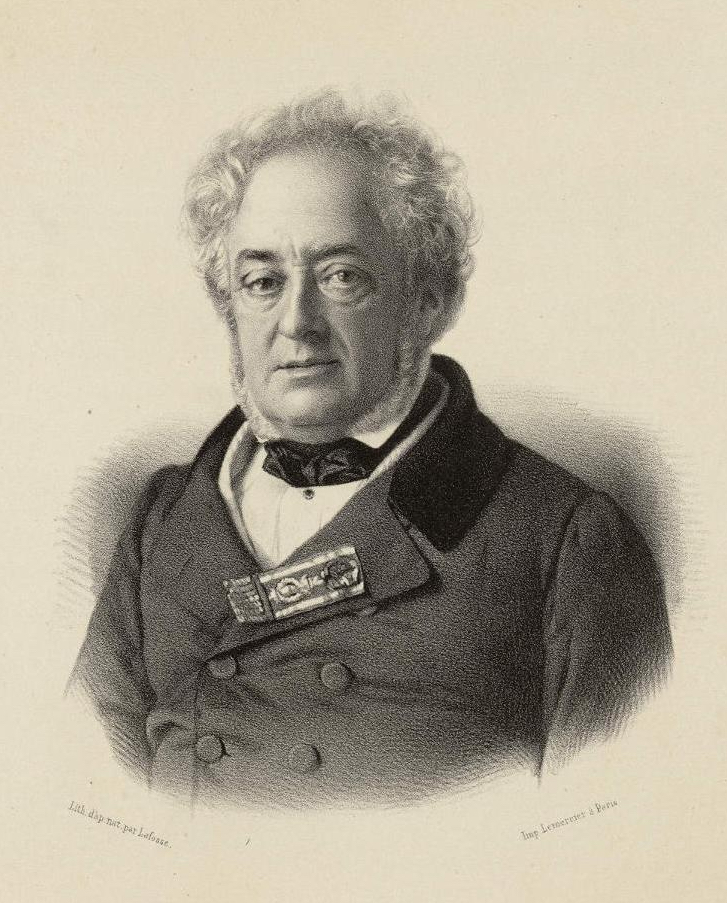
Bernard Auguste Journu

### Jean-Paul-Auguste Journu (1820-1875)
Fils de Bernard Auguste Journu, négociant en vins, il est député de la Gironde.

### Joseph Journu (1866-1929)
Pionnier de la course automobile, premier chauffeur automobiliste militaire en 1897, membre du comité de l’Automobile Club de France.

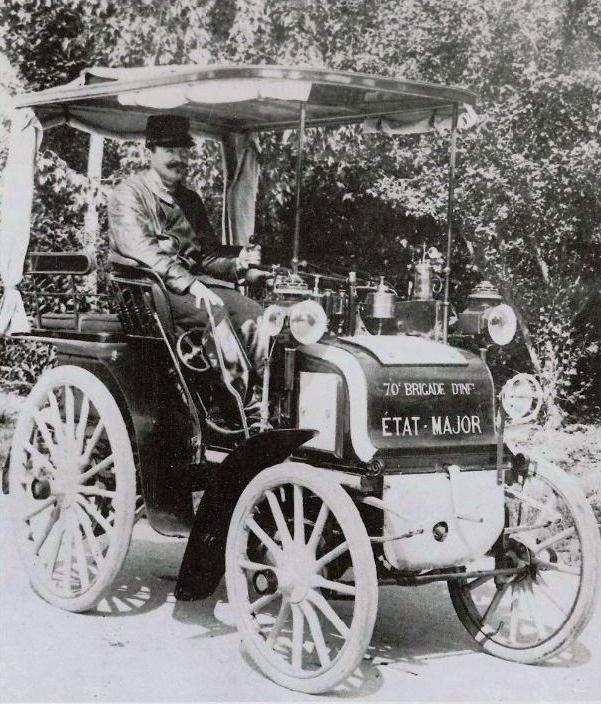
Le premier chauffeur automobiliste militaire, Joseph Journu sur Panhard en 1897 (manœuvres du Sud Ouest, au sein du 18e corps).

### Roland Journu (1906)
Joueur de tennis, il est finaliste en double mixte de Roland Garros en 1937.

## Héraldique et devise
Armes : D'azur, à une aigle de carnation mouvant d'un nuage fixant un soleil d'or, une étoile d'argent en chef.[réf. nécessaire]
Devise : " Vigilens et Fidelis "

## Hommages
- Cours Journu-Auber à Bordeaux